# Henri Texier
Pour les articles homonymes, voir Texier.
Henri Texier, né le 27 janvier 1945 à Paris, est un contrebassiste, multi-instrumentiste, chanteur, chef d'orchestre et compositeur de jazz français.
Issu de la génération qui a grandi avec le free jazz, accompagnateur très demandé, il a une longue carrière de leader, jouant dans des groupes qui ont marqué le jazz français, notamment, à la fin des années 1970, dans un trio à cordes avec Didier Lockwood (violon) et Jean-Charles Capon (violoncelle), et dans un trio avec François Jeanneau et Daniel Humair.

## Biographie

### Jeunesse
Il naît dans une famille modeste de Bretons, venus s'installer à Paris dans le quartier des Batignolles. Son père est poseur de rail à la SNCF et sa mère fait de petits travaux de confection. Sa famille a toujours gardé un lien très fort avec la Bretagne.
Il commence l'étude du piano vers huit ans, mais les cours de piano sont désagréables. Un oncle lui fait découvrir le boogie-woogie et il se passionne alors pour le jazz, et joue avec des amis dans un petit orchestre de dixieland quand il a 14 ans,. Il découvre des formes de jazz plus modernes en écoutant Misterioso de Thelonious Monk, puis Miles Davis, les Jazz Messengers…
À seize ans, il a un coup de cœur pour la contrebasse, qu'il apprend en autodidacte. Il cite volontiers Wilbur Ware comme son influence majeure.

### Début de carrière
Après avoir monté un groupe, il joue en 1962 dans la formation de Jef Gilson,. Il accompagne en club (le Chat qui pêche, le Blue Note) les musiciens de passage : Chet Baker, Kenny Drew, Bud Powell, Donald Byrd, Johnny Griffin, Bill Coleman, etc..
Il fait partie de la génération de musiciens qui prend « de plein fouet l'apparition du free jazz », avec Jean-Louis Chautemps, Michel Portal ou François Jeanneau. En 1965, Texier fonde sa première formation importante composée de Georges Locatelli, Alain Tabar-Nouval, Jean-Max Albert et Klaus Hagel, inspirée par la musique de Don Cherry et Ornette Coleman,. Malgré une quasi absence de documents enregistrés, ce groupe, jouant la musique d’Ornette Coleman et de Don Cherry, représente l'une des toutes premières expressions du free jazz en France (1965). Il fonde un autre groupe, éphémère, avec Enrico Rava, Michel Portal, Jacques Bolognesi, Georges Locatelli et Aldo Romano.
Il joue avec Don Cherry, Mal Waldron, Steve Lacy, Barney Wilen. En 1966, il accompagne René Thomas,Lee Konitz ou Dexter Gordon. Après son service militaire en 1967, il joue avec Hampton Hawes, Dave Pike, Slide Hampton ou Art Farmer.
La section rythmique qu'il forme avec le batteur Daniel Humair est une des plus efficaces et des plus prisées des années 1960. De 1968 à 1970, il intègre le groupe European Rhythm Machine du saxophoniste américain Phil Woods avec Daniel Humair et le pianiste Gordon Beck, formation avec lequel il joue dans toute l'Europe,. Aux côtés de Humair, il accompagne le duo formé par Martial Solal et Lee Konitz.
Dans les années 1970, il accompagne des artistes de variété, et joue avec Jean-Luc Ponty, George Gruntz.
Dans les années 1980, il participe au groupe de Michel Portal Unit.

### Carrière en tant que leader

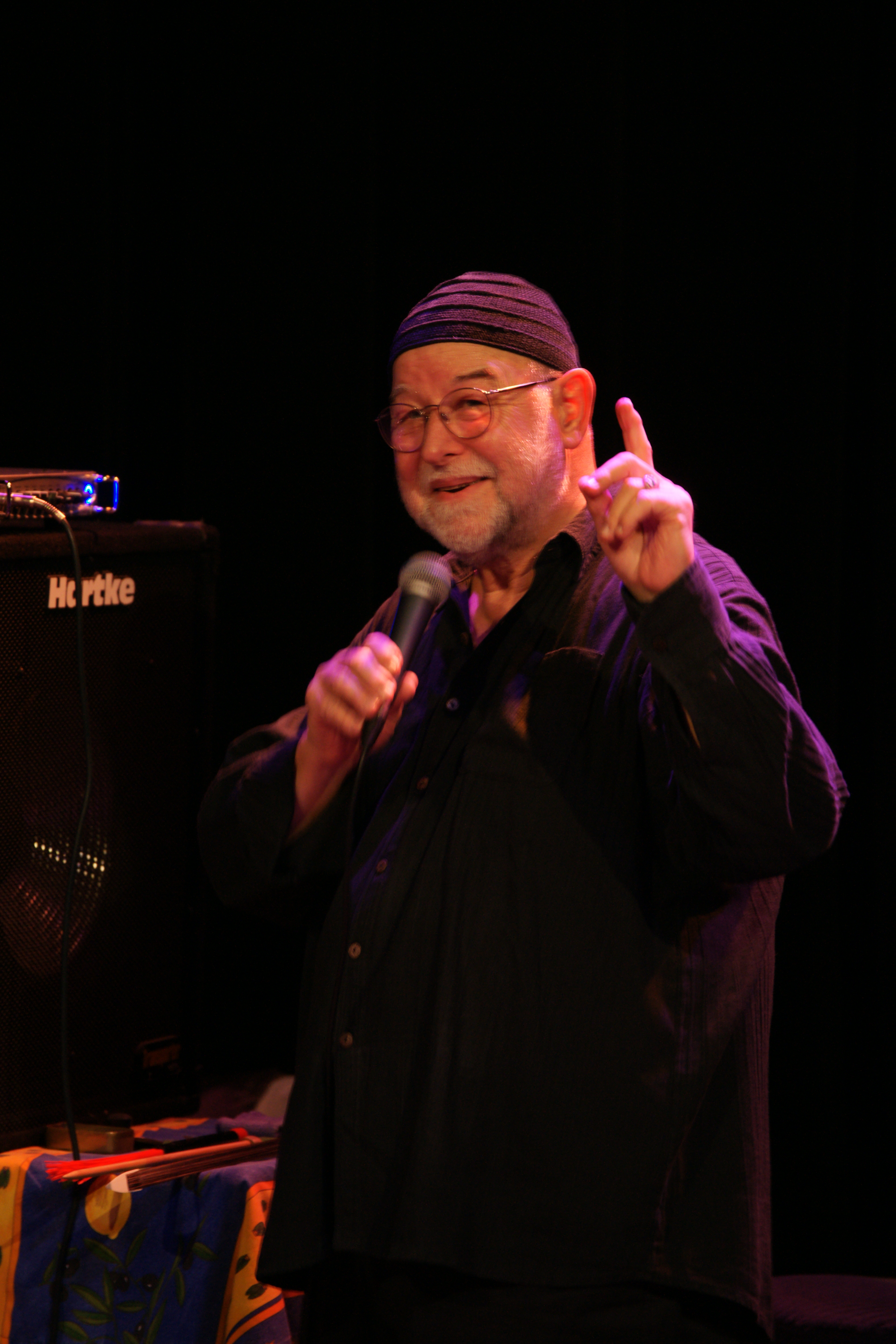
Henri Texier au festival Jazz sous les bigaradiers, La Gaude 2014.

En 1970, à la suite du retour de Phil Woods aux États-Unis, il fonde le groupe de rock psychédélique/folk-rock Total Issue avec Aldo Romano (batterie), Georges Locatelli (guitare) auxquels s'ajoutent Jean-Pierre Huser (chant), Michel Libretti (guitare) et Chris Hayward (violon),,. L'album Total Issue sort en 1971 chez United Artists Records.
À partir de 1976, après s'être mis en retrait quelque temps pour travailler d'autres instruments, il se produit en solo, jouant de l'oud, de la flûte ou de la bombarde. Il enregistre deux albums en solo en re-recording, Amir (1976) et Varech (1977).
Il joue dans un trio à cordes avec Didier Lockwood (violon) et Jean-Charles Capon (violoncelle), et entre 1979 et 1980 dans un trio avec François Jeanneau et Daniel Humair. Ces deux trios sont marquants dans le paysage français.
Depuis le milieu des années 1980, il publie tous ses disques en leader avec le label français Label Bleu.
Dans les années 1980, il joue en quartette, avec Philippe Deschepper, Éric Le Lann et Bernard Lubat, puis avec Philippe Deschepper, Louis Sclavis et Jacques Mahieux, formation qui enregistre La Compañera en 1983. Le groupe accueille de nombreux invités : Steve Swallow, Joe Lovano, John Abercrombie, Dewey Redman ou Kenny Wheeler.
En 1988, il forme le « Transatlantik Quartet » avec des musiciens européens et américains : Joe Lovano, Steve Swallow et Aldo Romano.
En parallèle, il crée des passerelles avec d'autres arts : théâtre, danse, musique traditionnelle… Il cofonde le collectif Zhivaro avec Claude Barthélemy, Didier Levallet, Gérard Marais, Sylvain Kassap et Jacques Mahieux, intégrant le happening, le théâtre musical et la libre improvisation dans ses performances.
En 1987, au Festival du Mans, il joue avec son groupe augmenté de Dewey Redman et Kenny Wheeler, ainsi qu'avec les 38 musiciens du Bagad de Quimperlé. En 1988, il fonde un quintet avec Joe Lovano, Dewey Redman, Kenny Wheeler et Aldo Romano. Il joue également en trio avec Éric Barret et Aldo Romano.
Au début des années 1990, il fonde le groupe « Azur », d'abord un quartet avec Glenn Ferris, Bojan Z et Tony Rabeson. Le groupe marque un nouveau pan de son œuvre, évoquant son goût des voyages et de l'ailleurs : « le contrebassiste fait entendre ses compositions mélodiques aux allures d’hymne, chargées de souvenirs de voyage, investies par des instrumentistes riches d’un bagage cosmopolite ». Le groupe enregistre notamment An Indian's Week en 1993.
Son fils, le saxophoniste Sébastien Texier, le rejoint dans le Sonjal Septet.
Sa curiosité pour le fait musical breton (avec Varech, et le nom du Septet monté avec son fils) l'a amené à travailler avec des jazzmen armoricains et des pointures de la musique traditionnelle. En 1998, il a notamment participé à l'album Condaghès (Silex/Auvidis) du guitariste Jacques Pellen, avec Paolo Fresu et Erik Marchand (chant), ainsi qu'à Doue Lann (L'Oz) du bagad Men ha tan.
Au sein du trio Romano-Sclavis-Texier, il participe aux trois albums ayant pour thème l'Afrique vue par le photographe Guy Le Querrec : Carnet de routes (1995), Suite africaine (1999) et African Flashback (2005).
En 2003, il crée le Strada Sextet.
En 2022 paraît Heteroklite Lockdown, un album en trio avec Sébastien Texier et le batteur Gautier Garrigue enregistré pendant la pandémie de Covid-19,.

### Autres activités
Au début des années 1990, il participe activement à la création de l'Union des Musiciens de Jazz, association regroupant des musiciens de jazz et des musiques improvisées,.

## Style
La musique d'Henri Texier se caractérise par « le son, l'enthousiasme, le tempo », son goût pour le chant et la mélodie et son jeu très physique. En tant que leader, il réussit à créer des assemblages et des dynamiques innovantes, représentatif d'un jazz français indépendant de ses racines américaines.

## Divers
Dans la série The Playlist qui raconte l'histoire de Spotify, l'avocate fait une recherche de titre : Henri Texier - Varech (Épisode 3, 40'20).[réf. nécessaire]

## Récompenses
- 1976 : Prix Django-Reinhardt[15]
- 2001 : Chevalier de la Légion d'honneur[7]
- 2016 : Prix in Honorem catégorie Jazz, décerné par l'Académie Charles-Cros pour l'ensemble de sa carrière, à l'occasion de la sortie de Sky dancers[16]